# Новоявленка (село)
Новоя́вленка —  село в Україні, у Єланецькій селищній громаді Вознесенського району Миколаївської області. Населення становить 71 осіб. До 2020 року орган місцевого самоврядування — Ясногородська сільська рада.

## Населення

### Мова
Розподіл населення за рідною мовою за даними перепису 2001 року:
| Мова       | Кількість | Відсоток |
| ---------- | --------- | -------- |
| українська | 65        | 91.55%   |
| російська  | 6         | 8.45%    |
| Усього     | 71        | 100%     |